# (3189) Penza
(3189) Penza est un astéroïde de la ceinture principale.

## Description
(3189) Penza est un astéroïde de la ceinture principale. Il fut découvert le 13 septembre 1978 à Naoutchnyï par Nikolaï Tchernykh. Il présente une orbite caractérisée par un demi-grand axe de 3,10 UA, une excentricité de 0,20 et une inclinaison de 8,2° par rapport à l'écliptique.

## Compléments